# LPAR
LPAR, Logical PARtitioning, logiska partitioner. Benämning för att dela upp en fysisk dator i flera logiska, medger att man kan köra flera operativsystem-instanser på samma fysiska hårdvara.
Operativsystem som AIX, i5/OS, Solaris och z/OS har inbyggt stöd för det. I Windows kan man använda till exempel VMwares produkter för samma sak.